# Filips Corsselaar

Familiewapen
Corsselaar van Wittem

Filips Corsselaar ook bekend als Filips Corsselaar van Wittem (1471 - 1523) uit het Huis Corsselaar. Hij was de zoon van Hendrik III Corsselaar van Wittem en Elisabeth van der Spout (1450-1503, vrouwe van Eerken.
Hij werd heer van Beersel, Eigenbrakel, Neerijse en Eerken, baron van Boutersem.
Hij trouwde in 1491 met Johanna van Halewijn (1470-1521). Zij was de dochter van Johan II van Halewijn, heer van Halewijn, Lauwe, Veldegem en Roncq en graaf van Roeselare (1435-1473) en Johanna van La Clyte, vrouwe van Komen en gravin van Nieuwpoort (1440-1512).
Uit zijn huwelijk werd geboren:
- Hendrik IV Corsselaar van Wittem, heer van Beersel en baron van Boutersem (-1554). Hij trouwde in 1523 met Johanna van Lannoy, vrouwe van Zeebrugge (1490-)
- Johanna I Corsselaar van Wittem (1495-1544). Zij trouwde (1) in 1515 met Eitel Frederik III van Hohenzollern, graaf van Hohenzollern-Hechingen (1494-1525).
- George Corsselaar van Wittem, heer van IJse/Neerijse en Eerken (1500-1545). Hij trouwde met Johanna van Geten (-1545)

## Trivia
Filips is de historische tegenhanger van het personage Philippeke in het Suske en Wiske-album De schat van Beersel.